# Санто Стино ди Лавенца
Санто Стино ди Лавенца (итал. Santo Stino di Livenza) је насеље у Италији у округу Венеција, региону Венето.
Према процени из 2011. у насељу је живело 7080 становника. Насеље се налази на надморској висини од 3 м.

## Становништво
Према резултатима пописа становништва 2011. у општини је живело 13.042 становника.
| 1931. | 1936.  | 1951.  | 1961.  | 1971.  | 1981.  | 1991.  | 2001.  | 2011.  |
| ----- | ------ | ------ | ------ | ------ | ------ | ------ | ------ | ------ |
| 9.241 | 10.982 | 12.718 | 10.565 | 10.442 | 11.166 | 11.476 | 11.763 | 13.042 |